# Centre Potiguar

Étendue de la région du centre Potiguar.

Le centre Potiguar est l'une des 4 mésorégions de l'État du Rio Grande do Norte. Elle regroupe 37 municipalités groupées en 5 microrégions.

## Données
La région compte 374 364 habitants pour 15 810 km².

## Microrégions
La mésorégion du centre Potiguar est subdivisée en 5 microrégions:
- Angicos
- Macau
- Seridó Ocidental
- Seridó Oriental
- Serra de Santana